# Чёрно-рыжая мухоловка
Чёрно-рыжая мухоловка (Ficedula nigrorufa) — вид птиц из семейства мухоловковых.

## Распространение
Обитают в горах южной части Индии. Некоторые старые наблюдения в Махараштре и на Шри-Ланке были сочтены сомнительными.

## Описание
У самцов чёрные голова и крылья. У самок чёрный цвет заменяется тёмно-коричневым и имеются легкие кольца вокруг глаз. Наблюдают этих птиц обычно поодиночке или парами.

## Биология
Эти птицы весьма привязаны к одному месту и не совершают даже коротких миграций за исключением расселения выводка. Сезон размножения длится с марта по май, в это время птицы издают много звуков. Питаются насекомыми, ловя их вблизи земли (на высоте менее 2 м) или склевывая непосредственно с земли.

## Охранный статус
МСОП присвоил виду охранный статус LC.